# Lud-en-Brume
Pour les articles homonymes, voir Lud (homonymie).
Lud-en-Brume, Lud-in-the-Mist dans sa version originale, est un roman de fantasy précurseur du genre, sorti en 1926 et écrit par l'autrice Hope Mirrlees. C'est le troisième roman de Hope Mirrlees après le roman historique Madeleine: One of Love's Jansenists (1919) et Le Choc en retour (The Counterplot, 1924) dont l'action se déroule en Angleterre à l'époque de l'autrice.

## Résumé
Nathaniel Chanteclerc est le maire de la ville de Lud-en-Brume, dans l'État du Dorimare. Autrefois, au temps du cruel Duc Aubrey, la ville connaissait l'existence de Faerie, le pays des fées. Mais après le bannissement du duc, la ville a été prise en main par des marchands et des bourgeois qui ont proscrit jusqu'à la simple mention du nom de Faerie. Nathaniel Chanteclerc vit paisiblement, seulement angoissé par une note de musique infiniment mélancolique entendu autrefois dans sa jeunesse et qu'il entend parfois à l'improviste. Un jour, Ranulph, le fils de Nathaniel, commence à adopter un comportement étrange qui amène son père à soupçonner qu'il pourrait avoir mangé un fruit féerique. Ces fruits sont officiellement interdits en ville, mais leur trafic se poursuit depuis longtemps sans que personne comprenne comment ils pénètrent à Lud. Désormais, Nathaniel décide de lutter corps et âme contre cette drogue venue d'au-delà des frontières de la Faërie.

## Histoire éditoriale
Le roman est publié pour la première fois en 1926 chez Collins. Il n'est pas réédité avant 1970, année où l'éditeur américain Ballantine Books le réédite dans la collection « Ballantine Adult Fantasy series ». Il est ensuite réédité en 2000 chez Orion Books. En 2005, la réédition chez Cold Spring Press inclut une préface par Neil Gaiman et une introduction par Douglas A. Anderson, tous deux écrivains de fantasy.
Le roman n'est traduit en français qu'en 2015, aux éditions Callidor, dans une traduction assurée par Julie Petonnet-Vincent, et agrémenté de la préface de Neil Gaiman et de l'introduction de Douglas A. Anderson. Il remporte le prix elbakin.net du Meilleur roman fantasy traduit de l'année 2016.
Il sort en version poche chez l'éditeur Le Livre de poche le 3 octobre 2018.

## Accueil critique
Dans un article savant paru en 1946, Edward Wagenknecht évoque le « chef-d'œuvre sous-estimé de Hope Mirrlees Lud-en-brume ».
En 1996, le critique David Langford et l'écrivain Mike Ashley incluent le roman dans leur St. James Guide To Fantasy Writers, où ils l'évoquent comme « un roman émouvant, qui passe sans prévenir de la drôlerie à la menace et à des pages hautement poignantes qui restent à l'esprit ».
Dans la préface qu'il rédige en 2000 pour la réédition du roman, l'écrivain de fantasy et de fantastique Neil Gaiman apprécie la façon dont le roman se joue des frontières entre genres littéraires : « l'ouvrage commence comme un carnet de voyage ou un simple texte historique, prend des airs de pastorales, de farce, de comédie, d'histoire de fantômes et d'histoire policière ». Il en juge l'écriture « élégante, souple, efficace et obsédante » et le résultat « véritablement prodigieux ». L'écrivain de fantasy américan Douglas A. Anderson indique que Lud-en-brume valut à Hope Mirrless le titre « d'auteure de l'un des plus grands romans de fantasy ».